# 埃塞俄比亚航空702号班机劫机事件
2014年2月17日，埃塞俄比亚航空702号班机原本定于当地时间00:30由埃塞俄比亚的首都亚的斯亚贝巴起飞，并于当地时间04：40抵达意大利的罗马，在苏丹上空时发生了劫机事件，劫機者為該航班的副機長。最后飞机在当地时间06:00迫降于瑞士的日内瓦。

## 经过
涉事的埃塞俄比亚航空702号航班（ET-702）于当地时间00:30（UTC+3）由埃塞俄比亚的首都亚的斯亚贝巴起飞，在飞过苏丹北部时，飞机通过应答机发出了7500的代号，意味着飞机遭到劫持。在机长上厕所的期间，副机长锁住了驾驶舱并转向飞往瑞士的日内瓦，而航班原本计划于当地时间04:40（UTC+1）抵达位于意大利罗马的菲乌米奇诺机场。随后，驾驶员联系了日内瓦国际机场的航空管制中心并询问是否有可能获得庇护。在降落之前飞机曾盘旋数周。
当地时间06:02（UTC+1），在一个引擎熄火的情况下，飞机降落在日内瓦国际机场，随后劫机者通过绳索离开了驾驶舱。日内瓦国际机场在涉事飞机降落后随即关闭，并在当天八点后重新开放。

## 涉事航機
此次被劫持的客機是一架2000年製造的波音767-3BG(ER)型客機，事發時機齡14年，配备两台普惠PW4062引擎，最初交付給比利時社會航空，2004年7月至2007年6月間服役于海南航空，編為B-2561，2007年轉租予埃塞俄比亞航空。